# Copa de Burundi
La Copa de Burundi es el segundo torneo de fútbol a nivel de clubes más importante de Burundi, se juega desde 1982 y es organizada por la Federación de Fútbol de Burundi6

## Formato
Pueden participar todos los equipos del país y se juega con un sistema de round robin, o sea, de eliminación directa.
El equipo campeón obtiene la clasificación a la Copa Confederación de la CAF.

## Palmarés
| Temporada | Campeón                  | Resultado      | Finalista           |
| --------- | ------------------------ | -------------- | ------------------- |
| 1982      | Vital'O Bujumbura        |                |                     |
| 1983      | Inter FC Bujumbura       |                |                     |
| 1984      | Inter FC Bujumbura       |                |                     |
| 1985      | Vital'O Bujumbura        |                |                     |
| 1986      | Vital'O Bujumbura        |                |                     |
| 1987      | Muzinga FC               |                |                     |
| 1988      | Vital'O Bujumbura        |                |                     |
| 1989      | Vital'O Bujumbura        |                |                     |
| 1990      | AS Inter Star (Inter FC) |                |                     |
| 1991      | Vital'O Bujumbura        |                |                     |
| 1992      | Prince Louis FC          |                |                     |
| 1993      | Vital'O Bujumbura        |                |                     |
| 1994      | Vital'O Bujumbura        |                |                     |
| 1995      | Vital'O Bujumbura        |                |                     |
| 1996      | Vital'O Bujumbura        |                |                     |
| 1997      | Vital'O Bujumbura        |                |                     |
| 1998      | Elite                    |                |                     |
| 1999      | Vital'O Bujumbura        |                |                     |
| 2000      | Athlético Olympic        |                |                     |
| 2001-10   | Desconocido              | Desconocido    | Desconocido         |
| 2011      | LLB Académic             | 0-0 (6-5 pen.) | Athlético Olympic   |
| 2012      | LLB Académic             | 1-0            | Vital'O Bujumbura   |
| 2013      | Académie Tchité          | 0-0 (x pen.)   | LLB Académic        |
| 2014      | LLB Académic             | 0-0 (4-2 pen.) | Le Messager         |
| 2015      | Vital'O Bujumbura        | 2-2 (4-3 pen.) | Atlético Olympic FC |
| 2016      | Le Messager              | 1-1 (4-3 pen.) | Vital'O Bujumbura   |
| 2017      | Olympique Star           | 2-1            | Le Messager         |
| 2018      | Vital'O Bujumbura        | 3-1            | Delta Star          |
| 2019      | Aigle Noir Makamba FC    | 3-1            | Rukinzo FC          |
| 2020      | Musongati                | 5-4            | Rukinzo FC          |

## Títulos por club
| Club                  | Campeón | Años campeón                                                                       |
| --------------------- | ------- | ---------------------------------------------------------------------------------- |
| Vital'O Bujumbura     | 14      | 1982, 1985, 1986, 1988, 1989, 1991, 1993, 1994, 1995, 1996, 1997, 1999, 2015, 2018 |
| LLB Académic          | 3       | 2011, 2012, 2014                                                                   |
| Inter FC              | 2       | 1983, 1984                                                                         |
| Muzinga               | 1       | 1987                                                                               |
| AS Inter Star         | 1       | 1990                                                                               |
| Prince Louis FC       | 1       | 1992                                                                               |
| Elite                 | 1       | 1998                                                                               |
| Athlético Olympic     | 1       | 2000                                                                               |
| Académie Tchité       | 1       | 2013                                                                               |
| Le Messager           | 1       | 2016                                                                               |
| Olympique Star        | 1       | 2017                                                                               |
| Aigle Noir Makamba FC | 1       | 2019                                                                               |
| Musongati FC          | 1       | 2020                                                                               |